# 御山町 (福島市)
御山町（おやまちょう）は、福島県福島市の町名。丁番を持たない単独町名である。郵便番号は960-8012。

## 地理
市の本庁所管にあたる中央東地域に属し、中心市街地の北部に位置する。東西は福島市道29号杉妻町御山線（県庁通り）から福島市道中町御山町線にかけての約300m、南北は福島市道御山町1号線（福島県立橘高等学校北側境界）から福島市道霞町太子堂線（祓川北側）にかけての約260mの範囲を町域とする。北で信夫山地区（東から大明神、太子堂、狐塚、下狐塚）、東で霞町、南で宮下町、西で森合町と隣接する。上町に所在する 福島警察署及び天神町に所在する福島消防署のそれぞれ管轄にあたる。

## 歴史
1940年代に従来の大字小山荒井を廃し、地番呼称変更が行われ設置された。1964年に住居表示が実施され現在に至る。

## 世帯数と人口
2021年（令和3年）10月31日現在の世帯数と人口は以下の通りである。
| 町丁   | 世帯数  | 人口  |
| ------ | ------- | ----- |
| 御山町 | 146世帯 | 303人 |

## 小・中学校の学区
市立小・中学校に通う場合、学区は以下の通りとなる。
| 番地 | 小学校                 | 中学校                 |
| ---- | ---------------------- | ---------------------- |
| 全域 | 福島市立福島第四小学校 | 福島市立福島第四中学校 |

## 交通

### 鉄道
- 域内に鉄道施設は無い。

### 道路
- 福島市道28号太平寺山口線
- 福島市道29号杉妻町御山線（県庁通り）
- 福島市道142号旭町森合町線

### バス
福島交通路線バス
- ふくしまアリーナ
  - 市内循環ももりん2コース（美術館先回り）（1番ポール）
  - 市内循環ももりん１コース（大町先回り）（2番ポール）
  - 福高経由福島駅東口行（3番ポール）
  - メロディーバス（31番ポール）
- 福島テレビ
  - 市内循環ももりん2コース（美術館先回り）（1番ポール）
  - 市内循環ももりん１コース（大町先回り）（2番ポール）
  - メロディーバス（31番ポール）

## 施設
- 松韻学園福島高等学校
- 福島県県北保健福祉事務所（県北保健所）
- 福島テレビ本社